# Lorna (rapper)
Lorna, pseudonimo di Lorna Zarina Aponte Acosta (Panama, 11 maggio 1983), è una rapper panamense.
Ha raggiunto la notorietà europea nel 2003 grazie al singolo Papi chulo... (te traigo el mmmm...), che ha scalato le classifiche di vendita in Europa.

## Biografia

### Il successo
È particolarmente conosciuta per il suo brano Papi chulo... (te traigo el mmmm...), giunto ai primi posti delle classifiche in Europa nel 2003.. All'età di tredici anni, Lorna decise di intraprendere la carriera di cantante, e così si mise in cerca di un produttore discografico che la lanciasse. L'occasione si presentò quando partecipò ad un concorso canoro a Panama, dal quale uscì vincitrice, e le diede la possibilità di incidere un singolo. Subito dopo Lorna ha lavorato con El Chombo, un rinomato produttore panamense.  
Pochi mesi dopo la pubblicazione del singolo Papi Chulo Lorna avrebbe dovuto esibirsi al festival Zorozaurre di Bilbao, ma la casa discografica mandò al suo posto una sua corista che cantò e rilasciò interviste sotto il nome di "Lorna"; in realtà in un comunicato stampa si leggeva che la rapper si era presa un periodo di pausa dovuto a problemi di salute .
Quando questo espediente fu scoperto, la notizia fu in qualche modo associata a quella della morte di una studentessa col medesimo nome, deceduta nel 2001 per overdose da stupefacenti, e si pensò che a fare questa fine fosse stata la cantante; in realtà Lorna aveva rifiutato di esibirsi a causa dello stress da palcoscenico, lo stesso che la portò successivamente a ritirarsi dalle scene.

### Nuovi album
È tornata alla musica nel 2008, incidendo il suo secondo disco La mami chula, seguito nel 2009 da Más sexy que nunca. Nel 2008 ha inoltre partecipato alla versione panamense di Ballando con le stelle.

### Vita privata
Attualmente si è sposata con James Marvilla e ha una figlia.

## Discografia

### Album
- 2002 - Papichulo
- 2008 - La mami chula
- 2009 - Más sexy que nunca

### Singoli
- 2003 - Papi chulo... (te traigo el mmmm...)
- 2004 - Papito Ven A Mi
- 2005 - Papi Chulo 2005

### Collaborazioni
- 2017 - Pa La Calle (Mexican Institute of Sound feat. Lorna)